# هدسون (كيبك)
هدسون (بالإنجليزية: Hudson, Quebec)‏ هي بلدية محلية في كيبيك تقع في كندا في Vaudreuil-Soulanges Regional County Municipality. يقدر عدد سكانها بـ 5,135 نسمة ومساحتها 36.50 كم2 .

## أعلام
- جان بول
- براد سميث
- جيليان فلورنسا
- لاري سميث
- قاي غلوفر